# Rue de l'Encheval
La rue de l'Encheval est une voie du 19e arrondissement de Paris, en France.

## Situation et accès
La rue de l'Encheval est une voie publique située dans le 19e arrondissement de Paris. Elle débute au 92-98, rue de la Villette et se termine au 37, rue de Crimée. Sa continuation naturelle est la rue des Annelets.

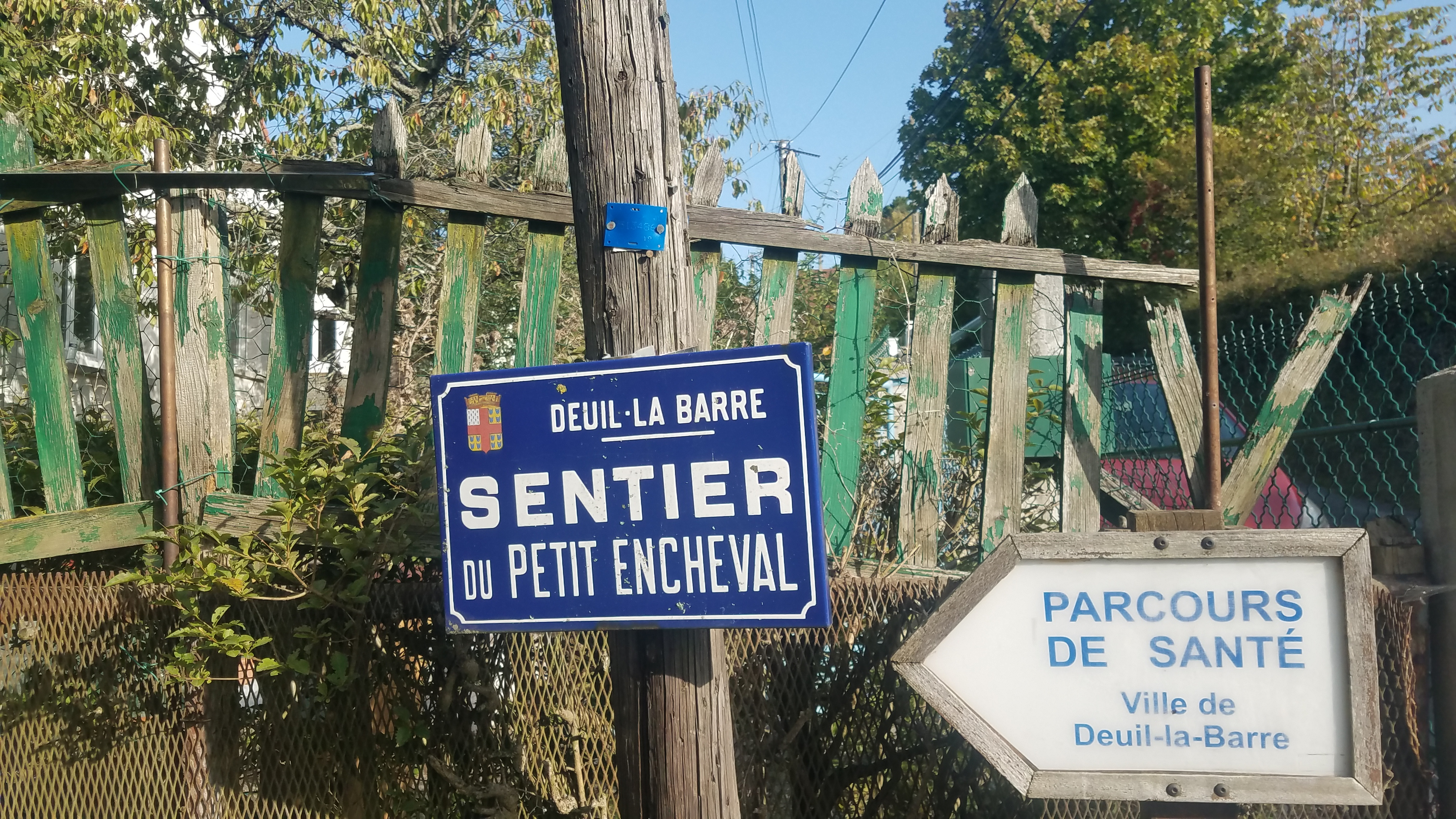
Plaque du sentier du petit Encheval à Deuil-la-Barre.

## Origine du nom
D'après Jacomin , cette rue est tracée sur le lieu-dit appelé « la vigne du Cheval » en 1212. 
Avec le « sentier du petit Encheval » à Deuil-la-Barre (Val-d'Oise), il semblerait que ce soit les deux seules apparitions du mot « encheval » dans la toponymie française.

## Historique
Cette voie de l'ancienne commune de Belleville est tracée sur le cadastre de 1812 comme faisant partie de la « rue des Ballets », avant de prendre le nom de « sentier de l'Encheval », ou « passage Longcheval ». Elle est classée dans la voirie parisienne par un décret du 23 mai 1863.
La partie comprise entre les rues des Alouettes et de la Villette a été supprimée lors de la construction des réservoirs des Buttes-Chaumont.

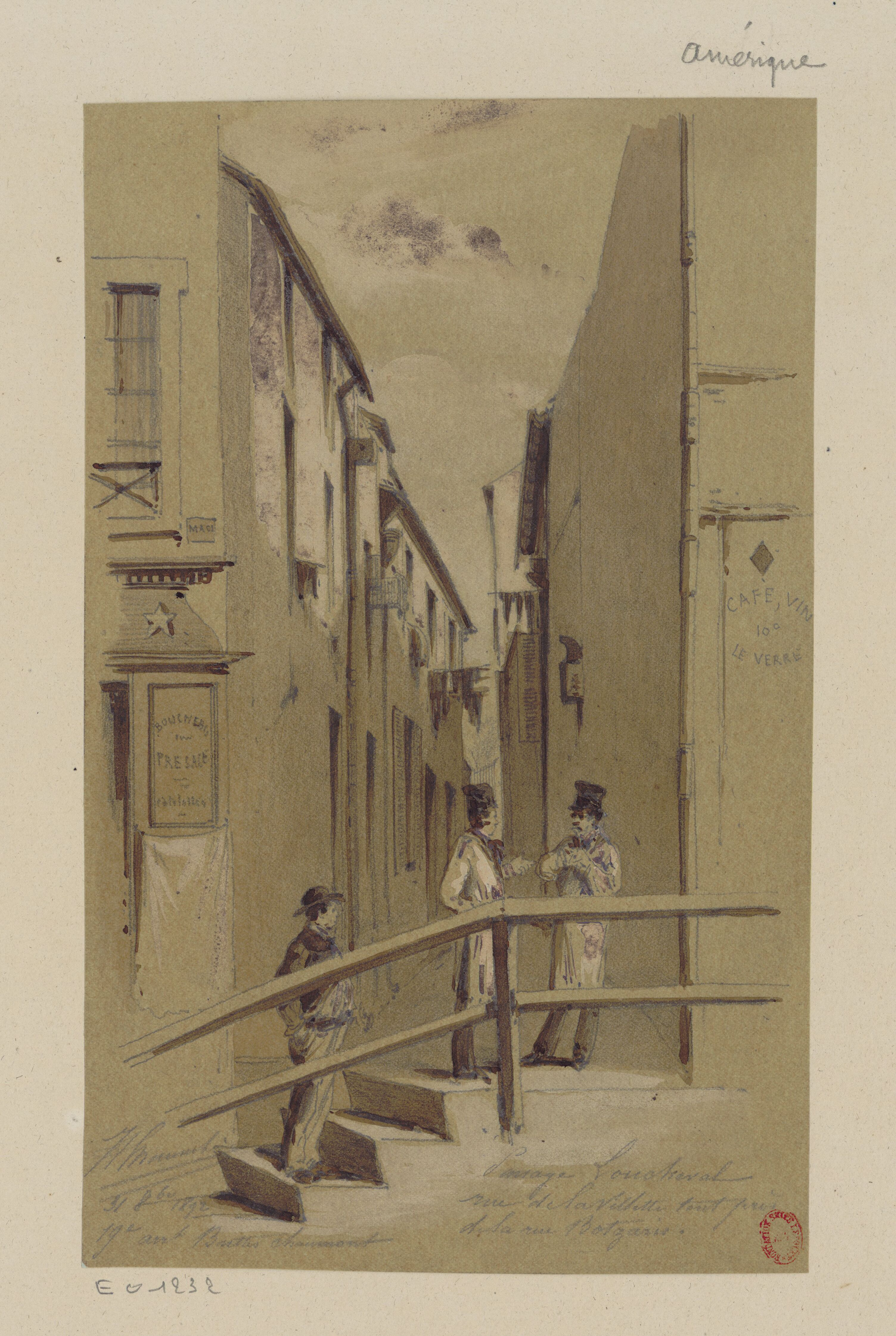
Le débouché du passage « Loucheval » dans la rue de la Villette en 1892 (dessin de Jules-Adolphe Chauvet).
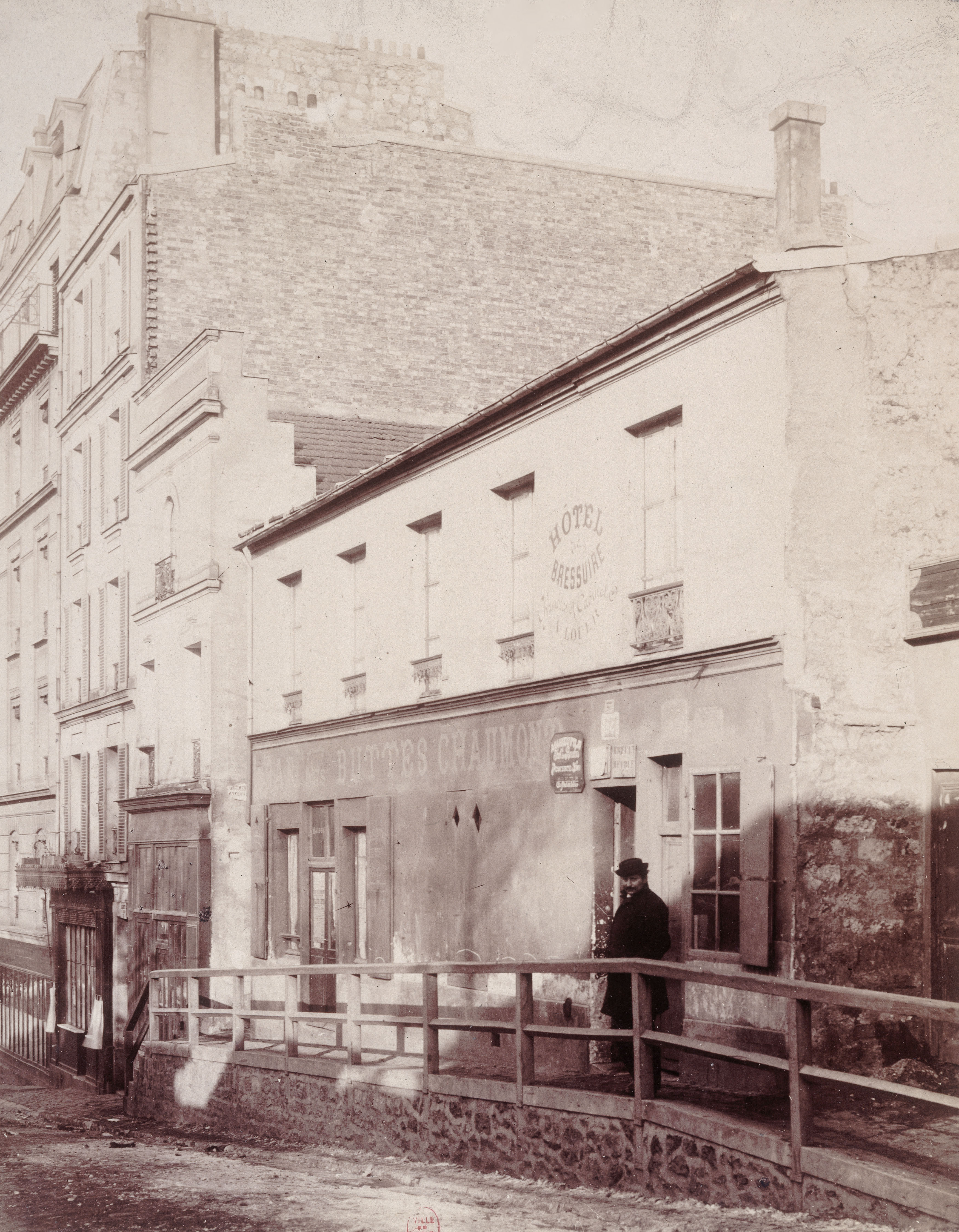
Photographie du même endroit à la fin du XIXe siècle.
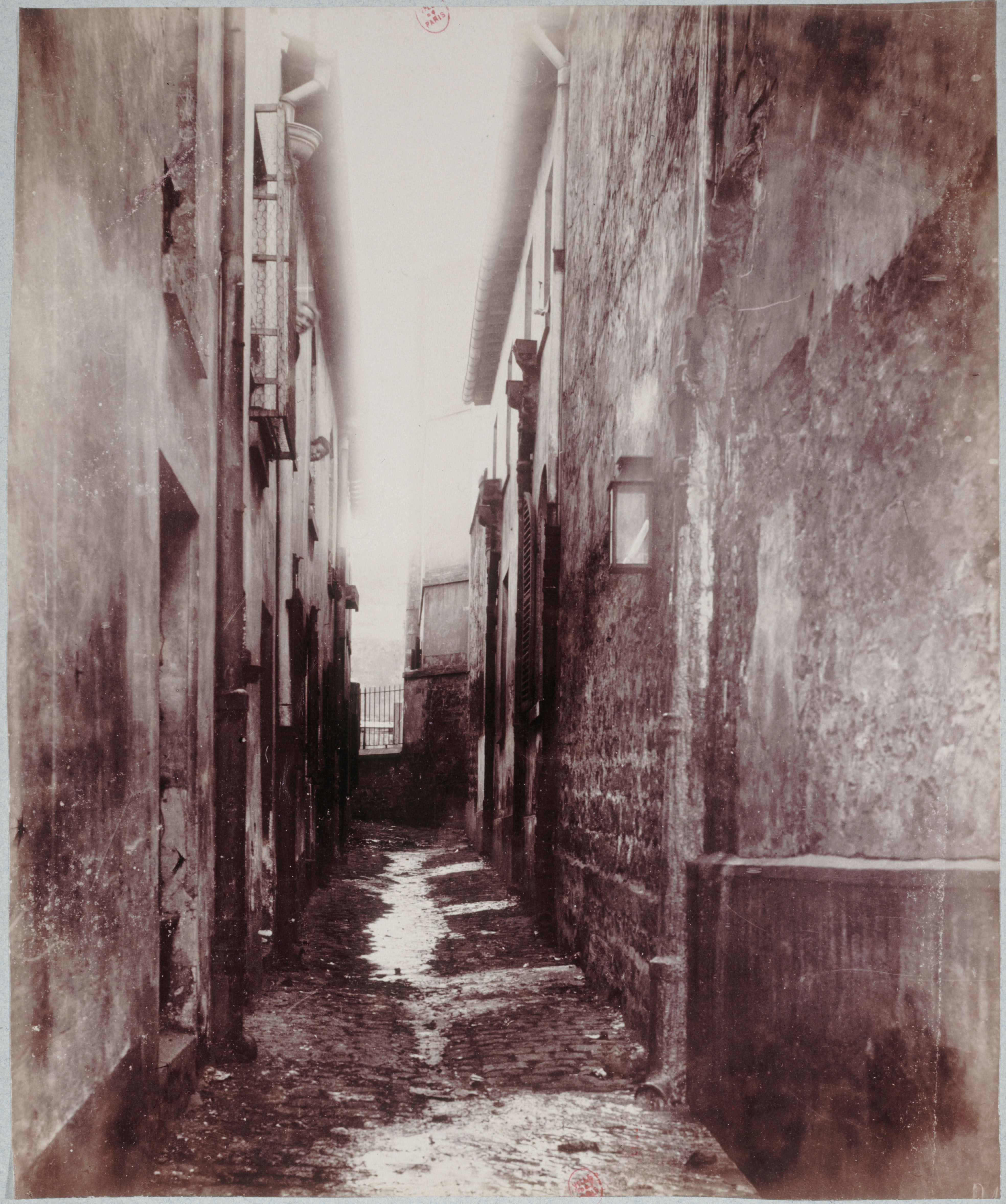
Vue du passage à la fin du XIXe siècle.
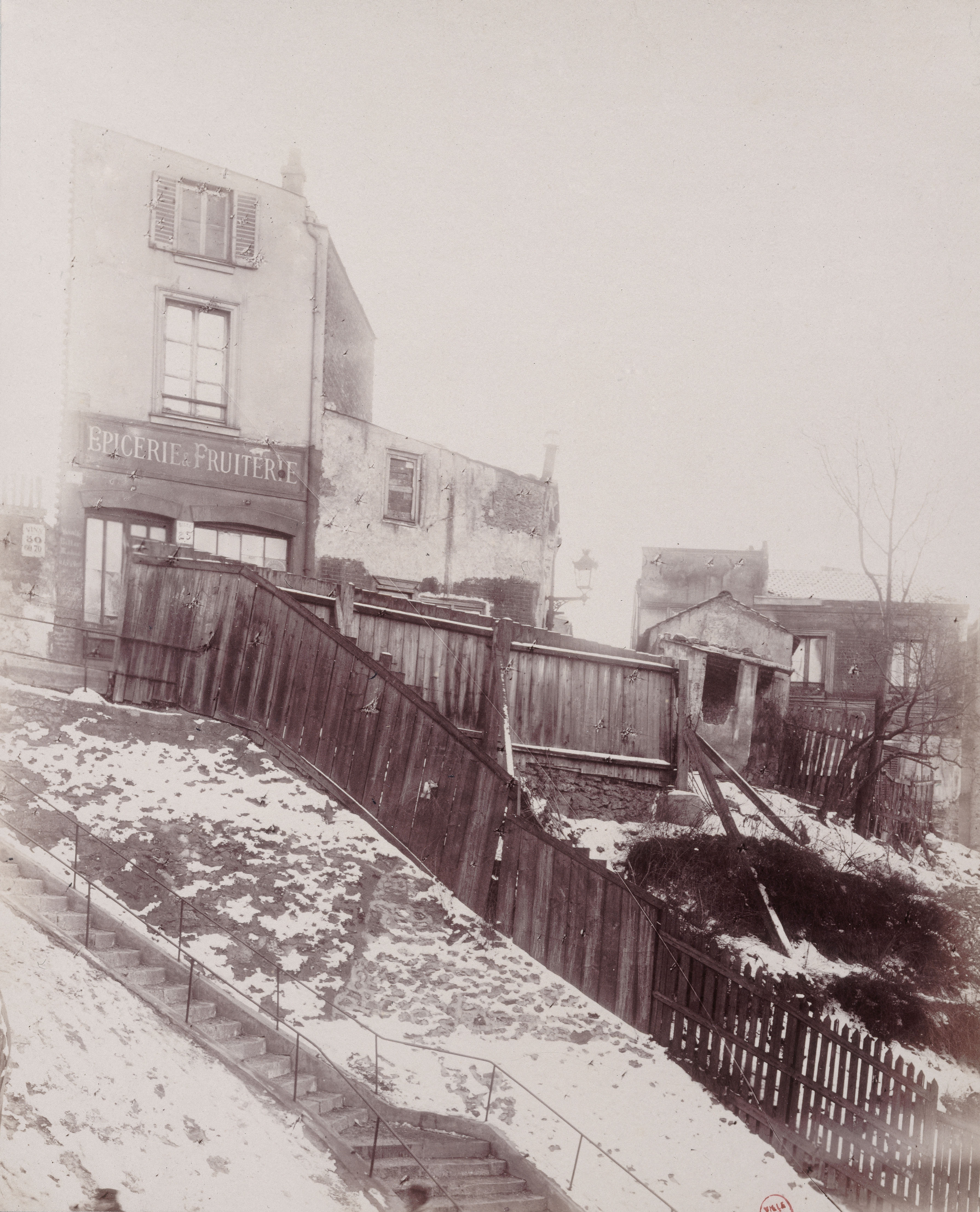
Escaliers vers la rue de Crimée à la fin du XIXe siècle.